# Pamela H. Smith
Pour les articles homonymes, voir Smith.
Pamela H. Smith (née le 30 novembre 1957) est une historienne des sciences australienne spécialisée dans les attitudes vis-à-vis de la nature dans l’Europe moderne (1350-1700), avec une attention particulière pour la connaissance de l’artisanat et le rôle des artisans dans la révolution scientifique.

## Formation et carrière
Smith a obtenu un baccalauréat universitaire de l'Université de Wollongong, en Nouvelle-Galles du Sud, Australie en 1979 (mention très bien) et un doctorat de l'Université Johns-Hopkins en 1991. Smith est professeure Margaret et Edwin F. Hahn en sciences sociales, professeure d’histoire au Pomona College de 1990 à 2005 et directrice des études européennes à la Claremont Graduate University (en) de 1996 à 2003. 
Elle est professeure d'histoire titulaire de la chaire Seth Low, directrice fondatrice du projet Making and Knowing Project, directrice fondatrice du Centre pour la science et la société et présidente du comité des Presidential Scholars in Society and Neuroscience, tous à l'Université Columbia. Smith préside durant deux ans (2016-2018) la Renaissance Society of America (en). En 2014 elle est chercheuse en visite à l'Institut Max-Planck d'histoire des sciences à Berlin-Dahlem.

## Prix et distinctions
Pamela Smith est membre du Collège scientifique de Berlin, en 1994-1995. Elle est également membres de la Société américaine d'histoire, l'American Association for Netherlandic Studies, l’History of Science Society, de Historians of Netherlandish Art, de la Frühe Neuzeit Interdisziplinär, de la Société britannique d'histoire des sciences (en), de la Renaissance Society of America, de la Société d'histoire de la technologie (en) et de la Société d'histoire de la metallurgie (en).
- En 1995, Smith a reçu le prix Pfizer pour son livre The Business of Alchemy: Science and Culture dans le Saint Empire romain germanique (1994)[8],[9],[10],[11],[12],[13],[14].

- Smith a été élue membre de la Fondation John S. Guggenheim en 1997-1998[15].
- Smith a remporté la bourse de recherche internationale Sidney M. Edelstein sur l’histoire de la chimie en 1997-1998[16].
- Smith a été boursière du Getty Research Institute en 2000-2001[17].
- En 2003-2004 et 2009-2011, elle a reçu une bourse de recherche New Directions de la Fondation Andrew Mellon (en)[18].
- Son livre, The Body of the Artisan: Art and Experience in the Scientific Revolution (2004) a remporté le prix Leo Gershoy 2005 de la Société américaine d'histoire[19].
- Smith est Fellow Samuel H. Kress au Centre d'études avancées en arts visuels de la National Gallery of Art en 2008[20].
- Smith est membre du Davis Center for Historical Studies de l'Université de Princeton en 2009-2010[21].

## Sélection de publications
- (en) co-édité avec Christy Anderson, Anne Dunlop, The matter of art : materials, practices, cultural logics, c. 1250-1750, Manchester, Manchester University Press, 2015, 339 p. (ISBN 978-0-7190-9060-8)
- (en) co-édité avec Amy Meyers et Harold J. Cook, Ways of Making and Knowing : The Material Culture of Empirical Knowledge, Centre de hautes études du Bard / University of Michigan Press, 2014, 1re éd., 430 p. (ISBN 978-0-472-11927-1)
- (en) en collaboration avec Benjamin Schmidt, Making Knowledge in Early Modern Europe : Practices, Objects, and Texts, 1400 - 1800, Chicago, University of Chicago Press, 2008, 360 p. (ISBN 978-0-226-76329-3, lire en ligne)
- (en) The Body of the Artisan : Art and Experience in the Scientific Revolution, Chicago, University of Chicago Press, 2004, 408 p. (ISBN 978-0-226-76423-8)
- (en) co-édité avec Paula Findlen, Merchants and Marvels : Commerce, Science and Art in Early Modern Europe, New York, Routledge, 2002, 437 p. (ISBN 978-0-415-92816-8)
- (en) The Business of Alchemy : Science and Culture in the Holy Roman Empire, Princeton, Princeton University Press, 1994, 336 p. (ISBN 978-0-691-17323-8)